# Lissewege
Lissewege är en ort i Belgien.   Den ligger i provinsen Västflandern och regionen Flandern, i den nordvästra delen av landet, 90 km nordväst om huvudstaden Bryssel. Lissewege ligger 4 meter över havet och antalet invånare är 7 063.
Terrängen runt Lissewege är mycket platt. Havet är nära Lissewege åt nordväst. Runt Lissewege är det tätbefolkat, med 591 invånare per kvadratkilometer.. Närmaste större samhälle är Brygge, 9,7 km söder om Lissewege. 
Trakten runt Lissewege består till största delen av jordbruksmark.